# McIntire (Iowa)
McIntire es una ciudad ubicada en el condado de Mitchell en el estado estadounidense de Iowa. En el Censo de 2010 tenía una población de 122 habitantes y una densidad poblacional de 46,45 personas por km².

## Geografía
McIntire se encuentra ubicada en las coordenadas 43°26′10″N 92°35′37″O / 43.43611, -92.59361. Según la Oficina del Censo de los Estados Unidos, McIntire tiene una superficie total de 2.63 km², de la cual 2.63 km² corresponden a tierra firme y (0%) 0 km² es agua.

## Demografía
Según el censo de 2010, había 122 personas residiendo en McIntire. La densidad de población era de 46,45 hab./km². De los 122 habitantes, McIntire estaba compuesto por el 100% blancos, el 0% eran afroamericanos, el 0% eran amerindios, el 0% eran asiáticos, el 0% eran isleños del Pacífico, el 0% eran de otras razas y el 0% pertenecían a dos o más razas. Del total de la población el 1.64% eran hispanos o latinos de cualquier raza.